# 伊恩·安德森
伊恩·西奧多爾·安德森（英語：Ian Theodore Anderson，1998年5月2日—），為美國職棒大聯盟的投手，目前效力於亞特蘭大勇士，他先前曾效力於洛杉磯天使。他是2016年大聯盟選秀的選秀探花。

## 職業生涯

### 小聯盟
安德森是2016年大聯盟選秀的第三順位，勇士隊和他以400萬美元簽約。
安德森在小聯盟爬升的速度很快，2016年他從新人聯盟起步，2017年升上1A，2018年升上2A。
2019年，安德森首度受邀參加大聯盟春訓。春訓結束後他回到2A，期間他還入選全明星未來之星賽。8月5日升上3A。

### 大聯盟
2020年，安德森受邀春訓。不過由於春訓因為COVID-19疫情取消，因此勇士隊直接將安德森拉進60人名單內。8月26日，安德森成功登上大聯盟。他在初登板面對洋基隊一度投出5.1局無安打。
整年他拿下3勝2敗，防禦率僅1.95。他的主要球種有快速球、變速球、曲球以及少量的伸卡球。
這年勇士隊成功闖進季後賽，他在面對紅人隊奪勝，讓勇士隊闖進第二輪。後來他在分區賽面對馬林魚再拿一勝，不過後來勇士在國聯冠軍賽輸給道奇。
2023年4月，安德森接受TJ手術，預計2024年回歸

## 個人生活
安德森的雙胞胎哥哥班(Ben)曾於2016年大聯盟選秀第26輪被藍鳥隊選走，不過當時他選擇就讀大學並未簽約。後來於2019年再度投身選秀，並在第13輪被遊騎兵隊選走。安德森還有一個弟弟艾薩克(Issac)，而他的父親鮑伯(Bob)目前在紐約的一所高中教棒球。

## 外部連結
- 球員資訊和成績在MLB ，ESPN ，Retrosheet ，Baseball Reference ，Baseball Reference (Minors) ，Fangraphs （英文）